# Apeadeiro de Maçal da Ribeira
O Apeadeiro de Maçal da Ribeira foi uma interface da Linha da Beira Alta, que servia a localidade de Maçal da Ribeira, no Distrito da Guarda, em Portugal.

## História
A Linha da Beira Alta entrou ao serviço, de forma provisória, no dia 1 de Julho de 1882, tendo sido definitivamente inaugurada em 3 de Agosto do mesmo ano, pela Companhia dos Caminhos de Ferro Portugueses da Beira Alta. Maçal da Ribeira não constava entre as estações e apeadeiros existentes na linha à data de inauguração, porém, tendo este interface sido criado posteriormente, entre 1913 e 1932.
Em 1932, a Companhia da Beira Alta construiu uma plataforma no apeadeiro de Maçal da Ribeira.
Maçal da Ribeira não figura já no mapa oficial de 1985.